# Nicolas Alnoudji
Nicolas Alnoudji, född den 9 december 1979 i Garoua, Kamerun, är en kamerunsk fotbollsspelare. Vid fotbollsturneringen under OS 2000 i Sydney deltog han i det kamerunska lag som tog guld. 